# Team America: World Police
Team America: World Police is een Amerikaanse satirische poppenfilm uit 2004, geregisseerd en geacteerd door de makers van South Park.
De regie werd verzorgd door Trey Parker. Stemmen werden onder anderen ingesproken door Trey Parker, Matt Stone, Kristen Miller, Masasa Moyo en Daran Norris.

## Verhaal
Team America is een groep geheim agenten die wereldproblemen probeert op te lossen. Zo redden ze Parijs nadat terroristen van plan waren de Eiffeltoren op te blazen, maar vernietigen hierbij zelf grotendeels de stad.
De Noord-Koreaanse leider Kim Jong-il verkoopt massavernietigingswapens aan terroristen met een strategisch plan diverse locaties op aarde op te blazen. Team America komt via hun computer, "I.N.T.E.L.L.I.G.E.N.C.E" te weten dat het hoofdkwartier van de terroristen zich in Caïro bevindt. Ze schakelen Gary, een Broadwayacteur in om undercover te gaan als terrorist en meer over toekomstige aanslagen te weten te komen. Hun plan lekt uiteindelijk ter plekke uit, maar Team America weet toch alle terroristen te vermoorden en Caïro verwoest achter te laten. Nadat ze teruggekeerd zijn wordt Gary stapelverliefd op Lisa, een ander team-lid. Maar Lisa's hart is gebroken vanwege een lid van het team dat haar ooit ten huwelijk had gevraagd tijdens de aanslag in Parijs, maar sneuvelde in de strijd. Ze wil daarom geen nieuwe relatie beginnen. Gary belooft haar echter dat hij "nooit dood zal gaan", waarop een gratuite (en bizarre) poppen-seksscène volgt.
Sarah, een ander teamlid, is jaloers op Lisa want zij is ook verliefd op Gary. Nadat een groep acteurs genaamd de "F.A.G." kritiek uit op Team America omdat zij zoveel verwoestingen uiten in de wereld, beseft Gary dat hij hieraan heeft bijgedragen. Het hele team belandt nu in een crisis vanwege hun liefdesproblemen. Nadat een nieuwe missie tegen terroristen mislukt, wordt Team America gevangengenomen door Kim Jong Il. De dictator heeft namelijk vriendschap gesloten met de F.A.G. en misleidt hen dat hij niets dan goede bedoelingen heeft. Inmiddels heeft een lid van de "F.A.G." (Michael Moore) via een zelfmoordaanslag het hele kantoor van Team America de lucht in geblazen. Gary keert na een dronken nacht op café en een nietszeggende speech van een caféganger terug naar het kantoor van Team America, maar treft hier enkel de baas van het team aan. Deze is bereid Gary te vergeven indien hij orale seks op hem toepast als teken van vertrouwen. Dit gebeurt en hierop wordt Gary opgeleid tot superspion die incognito op missie vertrekt naar het paleis van Kim Jong Il, waar een internationale conferentie plaatsvindt. De dictator is van plan aan het einde van de avond wereldwijd bommen te laten exploderen, maar Gary bevrijdt Team America en samen besluiten ze de Noord-Koreaanse despoot tegen te houden...
Ze worden echter tegengehouden door de F.A.G. die niet door hebben dat Kim Jong-Il kwade bedoelingen heeft. Er breekt een gevecht uit waarbij vele F.A.G.-leden als Helen Hunt, Matt Damon, George Clooney en Samuel L. Jackson sneuvelen. De aanslag wordt gestopt en Kim Jong-Il gedood. Dan blijkt dat hij bezeten was door een buitenaardse kakkerlak en vlucht per raket de wereld uit.

## Rolverdeling
| Acteur             | Personage |
| ------------------ | --- |
| Trey Parker        | Gary Johnston/Joe/Kim Jong Il/Hans Blix/Carson/Matt Damon/Drunk in Bar/Tim Robbins/Sean Penn/Michael Moore/Helen Hunt/Susan Sarandon/overige stemmen |
| Matt Stone         | Chris/George Clooney/Danny Glover/Ethan Hawke/Matt Damon/overige stemmen                                                                             |
| Kristen Miller     | Lisa |
| Moyo               | Sarah |
| Daran Norris       | Spottswoode |
| Phil Hendrie       | I.N.T.E.L.L.I.G.E.N.C.E./Chechnyan Terrorist |
| Maurice LaMarche   | Alec Baldwin |
| Chelsea Marguerite | French Mother |
| Jeremy Shada       | Jean Francois |
| Fred Tatasciore    | Samuel L. Jackson |

## Achtergrond

### Poppen
Het merkwaardige van Team America: World Police is dat er in de film geen gebruik wordt gemaakt van echte acteurs of animatie, maar van supermarionation; marionetpoppen in de stijl van de Thunderbirds. Hiervoor moesten reusachtige sets gebouwd worden die Caïro, Parijs en Mount Rushmore voorstelden. In de poppen werden apparaatjes ingebouwd die de ogen en lippen deden bewegen.

### Feitjes over het maken van de film
De producenten van Team America: World Police, overigens ook een deel van de acteurs en scenarioschrijvers, zijn dezelfde makers van South Park, een programma waarin gebruik wordt gemaakt van geknipt- en geplakte personages. Het camerawerk is van de director of photography van The Matrix-trilogie, Bill Pope.
In de film worden bepaalde zaken op een originele wijze gebruikt zodat ze iets anders voorstellen: zwarte katjes vertolken de rol van zwarte panters en cannabisplanten vervullen de rol van varens.
De film is qua stijl een parodie op actiefilms als Top Gun en de blockbusters van Jerry Bruckheimer.